# Viana (torrente)
Il Viana è un torrente della Provincia di Torino, affluente in sinistra idrografica del Malone. Il perimetro del suo bacino è di 37 km.

## Corso del torrente
Nasce attorno ai 1800 metri di quota delle pendici meridionali del Monte Soglio, in comune di Forno Canavese.
Dopo aver percorso una breve vallata montana tocca in rapida sequenza i centri abitati di Forno, Rivara e Busano mantenendo un orientamento verso ovest.
Piegando poi decisamente a sud attraversa la campagna canavesana e si unisce al torrente Levone tra i territori comunali di Rivara e Busano.
Di qui in breve va poi a confluire nel Malone al confine tra Vauda Canavese e Front, a quota 276 m s.l.m.

## Affluenti principali
A parte il già citato torrente Levone il Viana non ha affluenti significativi in destra idrografica perché per molti km scorre a breve distanza dal Levone stesso e questo impedisce il formarsi di un reticolo idrografico degno di nota.
In sinistra idrografica i principali corsi d'acqua che confluiscono nel Viana sono:
- i rii Roncaria, Rossetto e Massiane, che provengono dalle colline a nord di Pratiglione e di Pertusio;
- il Rio Marguera (o Marquera), che nasce nei pressi del Santuario di Belmonte, attraversa Valperga e, dopo avere drenato un vasto tratto di campagna, confluisce nel Viana a Busano.[4]

## Utilizzi

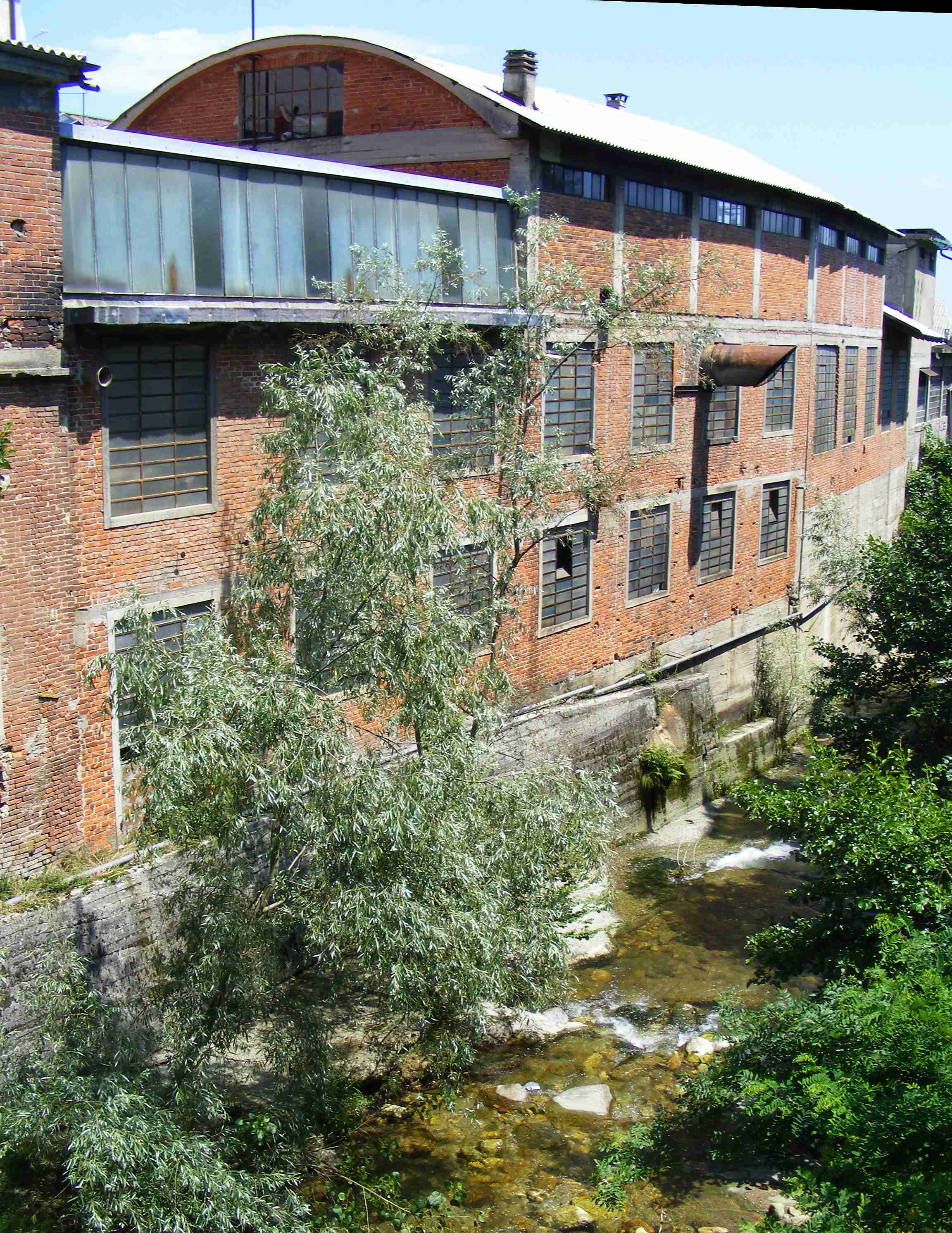
Il torrente tra le fabbriche di Forno Canavese

Le acque del Viana furono utilizzate nell'Ottocento per azionare i primi stabilimenti industriali di Forno Canavese che operavano nel settore della metallurgia e, in particolare, dello stampaggio a caldo.

Il bacino del torrente era noto fin dall'antichità, oltre che per l'abbondanza di pesce, anche per ritrovamenti auriferi a volte abbondanti.